# كاثي سميث (مغنية)
كاثي سميث هي مغنية كندية، ولدت في 26 أكتوبر 1948 في هاميلتون في كندا.

## وصلات خارجية
- كاثي سميث على موقع ميوزك برينز (الإنجليزية)
- كاثي سميث على موقع ديسكوغز (الإنجليزية)